# Amphoe Chiang Khong

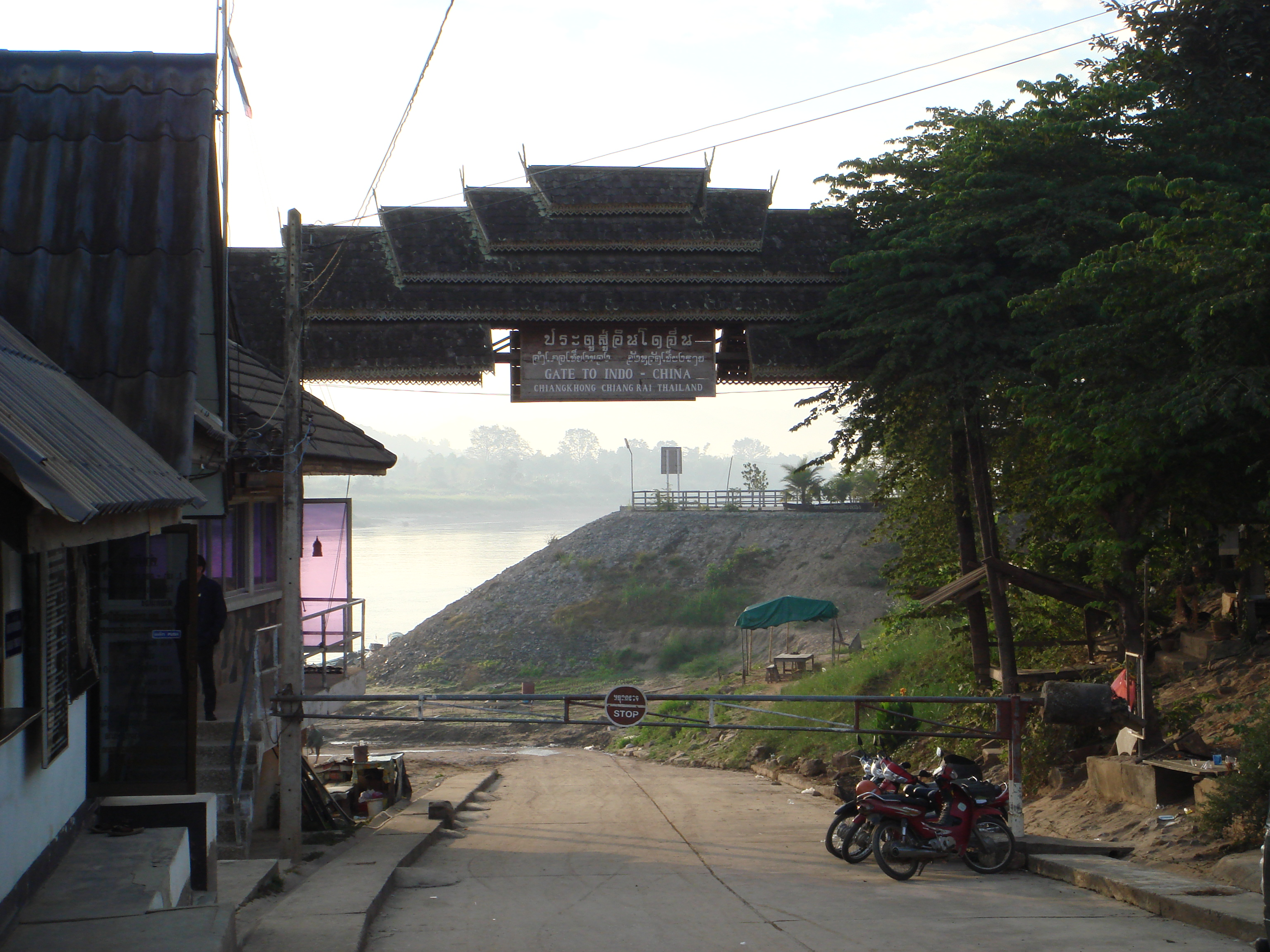
Thai-Lao Grenzübergang in Chiang Khong (2007)

Amphoe Chiang Khong (in Thai: อำเภอ เชียงของ, Aussprache: ʔāmpʰɤ̄ː tɕʰīaŋ kʰɔ̌ːŋ) ist ein Landkreis (Amphoe – Verwaltungs-Distrikt) im Nordosten der Provinz Chiang Rai. Die Provinz Chiang Rai liegt im äußersten Norden der Nordregion von Thailand.

## Geographie
Benachbarte thailändische Landkreise sind (von Südosten im Uhrzeigersinn genannt) die Amphoe Wiang Kaen, Khun Tan, Phaya Mengrai, Wiang Chiang Rung, Doi Luang, Chiang Saen. Der bedeutendste Fluss im Landkreis ist der Mekong, der hier die Grenze zu Laos bildet. Am nordöstlichen Ufer liegt die laotische Provinz Bokeo.
Dem Hauptort Wiang Chiang Khong gegenüber liegt deren Hauptstadt Ban Houayxay; seit Dezember 2013 sind beide Orte durch die nahe südlich liegende Vierte Thailändisch-Laotische Freundschaftsbrücke verbunden.

## Verwaltung

### Provinzverwaltung
Der Landkreis Chiang Khong ist in sieben Tambon („Unterbezirke“ oder „Gemeinden“) eingeteilt, die sich weiter in 102 Muban („Dörfer“) unterteilen.
| Nr. | Name        | Thai    | Muban | Einw.  |
| --- | ----------- | ------- | ----- | ------ |
| 01. | Wiang       | เวียง    | 14    | 12.786 |
| 02. | Sathan      | สถาน    | 16    | 09.389 |
| 03. | Khrueng     | ครึ่ง     | 11    | 06.564 |
| 04. | Bun Rueang  | บุญเรือง  | 10    | 06.339 |
| 05. | Huai So     | ห้วยซ้อ   | 23    | 12.334 |
| 08. | Si Don Chai | ศรีดอนชัย | 18    | 08.813 |
| 10. | Rim Khong   | ริมโขง   | 10    | 06.380 |

Hinweis: Die fehlenden Nummern beziehen sich auf Tambon, die nun den Kreis Wiang Kaen bilden.

### Lokalverwaltung
Es gibt sieben Kommunen mit „Kleinstadt“-Status (Thesaban Tambon) im Landkreis:
- Sathan (Thai: เทศบาลตำบลสถาน) bestehend aus dem kompletten Tambon Sathan.
- Si Don Chai (Thai: เทศบาลตำบลศรีดอนชัย) bestehend aus dem kompletten Tambon Si Don Chai.
- Bun Rueang (Thai: เทศบาลตำบลบุญเรือง) bestehend aus dem kompletten Tambon Bun Rueang.
- Wiang Chiang Khong (Thai: เทศบาลตำบลเวียงเชียงของ) bestehend aus Teilen des Tambon Wiang.
- Wiang (Thai: เทศบาลตำบลเวียง) bestehend aus Teilen des Tambon Wiang.
- Khrueng (Thai: เทศบาลตำบลครึ่ง) bestehend aus dem kompletten Tambon Khrueng.
- Huai So (Thai: เทศบาลตำบลห้วยซ้อ) bestehend aus dem kompletten Tambon Huai So.

Außerdem gibt es eine „Tambon-Verwaltungsorganisation“ (องค์การบริหารส่วนตำบล – Tambon Administrative Organization, TAO)
- Rim Khong (Thai: องค์การบริหารส่วนตำบลริมโขง) bestehend aus dem kompletten Tambon Rim Khong.